# Stelis dalstroemii
Stelis dalstroemii är en orkidéart som beskrevs av Carlyle August Luer. Stelis dalstroemii ingår i släktet Stelis och familjen orkidéer. Inga underarter finns listade i Catalogue of Life.